# جیمز باشال
جیمز باشال (انگلیسی: James Bashall؛ زادهٔ ۳ آوریل ۱۹۶۲) فرد نظامی اهل بریتانیا است. وی همچنین برندهٔ جوایزی همچون نشان حمام و نشان امپراتوری بریتانیا شده‌است.